# The Flying Shuttle '57
The Flying Shuttle '57 (afgekort: TFS'57) is een Nederlandse badmintonclub in Bergen op Zoom die op 18 januari 1957 werd opgericht. Tijdens de Algemene Ledenvergadering van 29 maart 2022 werd de club ontbonden net als Bergse Badminton Vereniging om aansluitend samen de nieuwe fusieclub Badminton Bergen op Zoom (afgekort: BadmintonBoZ) op te richten.

## Competitie

Clubtenue per 2010

Teams van The Flying Shuttle '57 kwamen uit in de landelijke en regionale competitie van Badminton Nederland. De club speelde per 2010 met alle teams in zwart/gele tenues en had sinds 2014 Sportcentrum De Karmel als thuisbasis. In seizoenen 2010-2011 en 2011-2012 kwam het eerste team uit in de toenmalige Carlton Eredivisie: beide keren eindigde het team als hekkensluiter.

## Historie
Het ontstaan van badmintonclub The Flying Shuttle '57 had haar wortels op het pleintje van de Heilig Hartkerk in Bergen op Zoom. Kapelaan Don daagde Eddy Beck, Piet Roelands, Cees Roelands, Mart Broekhoven, Frans Philipsen, Cees Theuns, Cary Venselaar, Hennie Venselaar en Tonnie Spaapen uit tot het oprichten van een clubje. In de begintijd werd er gespeeld in de gymzaal bij de Fatima en Pius X school.
In 1958-1959 werd voor het eerst deelgenomen aan de competitie. In 1959 werd deelgenomen aan het Philipstoernooi en in 1961 werd voor het eerste gespeeld om de Bergse kampioenschappen.

### Bestuurshistorie (voorzitters)
| - oprichters 1957 : Kees en Piet Roelands - 1959 - 1960 : Martien van Broekhoven - 1960 - 1963 : Fons Broekhoven - 1963 - 1965 : Wim Smout - 1965 - 1967 : Fons Broekhoven - 1967 - 1973 : Willem van de Neut ߤ | - 1973 - 1976 : Johan van Eekelen - 1976 - 1979 : Kees van Loon - 1979 - 1982 : Wout Langenberg - 1982 - 1984 : Theo Zuidema - 1984 - 1986 : Kees van Loon - 1986 - 1987 : Martien van Leeuwen | - 1987 - 1993 : Wout Langenberg - 1993 - 1997 : Andries Lancel - 1997 - 1998 : Kees van Loon - 1998 - 2002 : Jack Nuijten - 2002 - 2022 : Wilfried Willemen |